# Parietální buňka

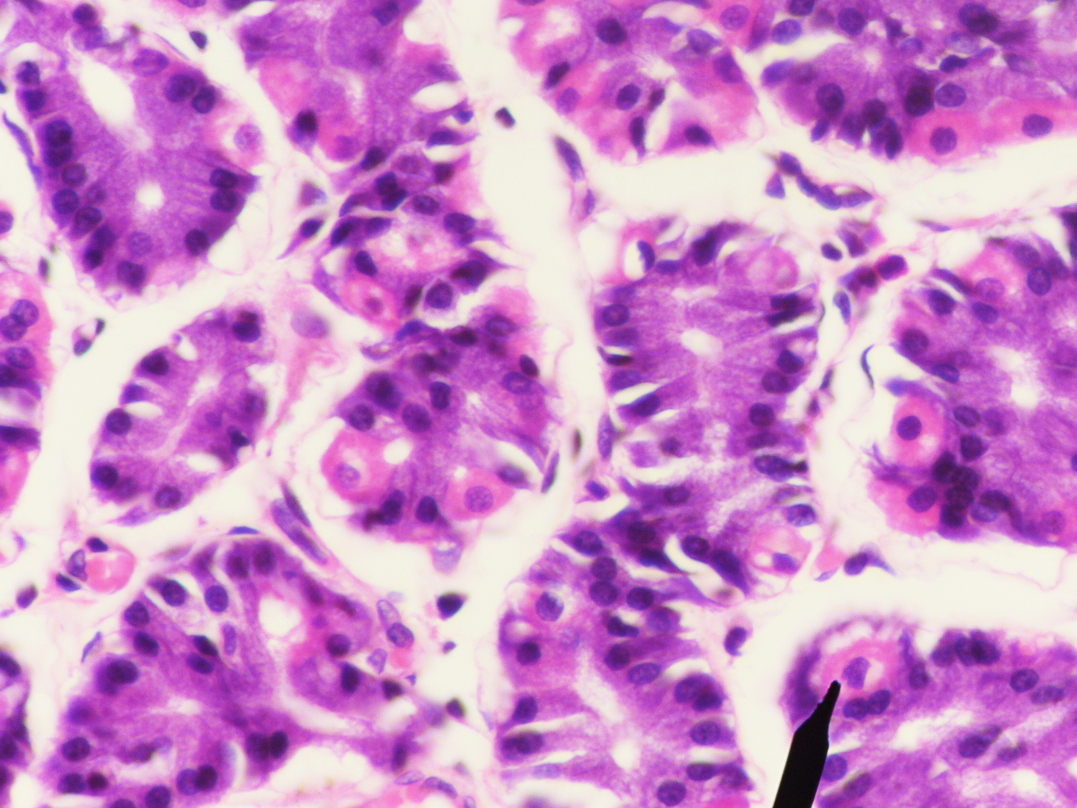
Parietální buňka

Parietální buňka (také oxyntická buňka) je epitelová buňka přítomná ve žlázkách v žaludeční sliznici; produkuje kyselinu chlorovodíkovou. Má kulovitý nebo pyramidální tvar, s jedním centrálním jádrem a eosinofilní cytoplazmou. Obsahuje obrovské množství mitochondrií a jeden hluboký zářez (centrální vnitrobuněčný kanálek); v aktivním stavu také obsahuje množství mikroklků, což zvyšuje povrch buňky. Přeměňuje vodu na vodík a kyslík. Vodík zkombinuje s chlórem obsaženým v krvi a uvolní tak kyselinu chlorovodíkovou. Přičemž z krve vezme sodík a skombinuje ho s oxidem uhličitým a kyslíkem a tím uvolní tuto sloučeninu do žaludku. Reakce: 2H +2Cl = 2HCl
H2O = H2 + O Na + CO2 + O = NaCO3